# Пайнвуд (Південна Кароліна)
Пайнвуд (англ. Pinewood) — місто (англ. town) в США, в окрузі Самтер штату Південна Кароліна. Населення — 503 особи (2020).

## Географія
Пайнвуд розташований за координатами 33°44′23″ пн. ш. 80°27′43″ зх. д. / 33.73972° пн. ш. 80.46194° зх. д. (33.739585, -80.462016).  За даними Бюро перепису населення США в 2010 році місто мало площу 2,77 км², уся площа — суходіл.

## Демографія
Згідно з переписом 2010 року, у місті мешкало 538 осіб у 232 домогосподарствах у складі 153 родин. Густота населення становила 194 особи/км².  Було 288 помешкань (104/км²).
Расовий склад населення:
| - 59,7 % — чорних або афроамериканців - 38,8 % — білих - 0,6 % — азіатів - 0,2 % — корінних американців |

До двох чи більше рас належало 0,2 %. Частка іспаномовних становила 0,6 % від усіх жителів.
За віковим діапазоном населення розподілялося таким чином: 24,9 % — особи молодші 18 років, 56,5 % — особи у віці 18—64 років, 18,6 % — особи у віці 65 років та старші. Медіана віку мешканця становила 40,7 року. На 100 осіб жіночої статі у місті припадало 71,9 чоловіків;  на 100 жінок у віці від 18 років та старших — 71,2 чоловіків також старших 18 років.
Середній дохід на одне домашнє господарство  становив 33 818 доларів США (медіана — 25 000), а середній дохід на одну сім'ю — 35 802 долари (медіана — 24 722). За межею бідності перебувало 36,2 % осіб, у тому числі 58,3 % дітей у віці до 18 років та 13,3 % осіб у віці 65 років та старших.
Цивільне працевлаштоване населення становило 212 осіб. Основні галузі зайнятості: мистецтво, розваги та відпочинок — 30,2 %, освіта, охорона здоров'я та соціальна допомога — 18,9 %, науковці, спеціалісти, менеджери — 10,8 %, виробництво — 8,0 %.